# 박현호
박현호(1992년 5월 1일 ~)은 대한민국의 트로트 가수이다.
2020년 12월 19일 KBS 2TV 《트롯 전국체전》3회에 출연하여 신유의 <잠자는 공주>를 불러 뛰어난 가창력을 뽑내면서 올스타를 받아 경기지역 선수로 1라운드를 통과하였다.